# أندرو ماكينا
أندرو ماكينا هو سياسي أمريكي، ولد في 1956 في شيكاغو في الولايات المتحدة. نشط حزبياً في الحزب الجمهوري.

## وصلات خارجية
- الموقع الرسمي